# 蕭屏
巴陵王蕭屏（?—522年5月4日），齊明帝蕭鸞之孫，巴陵隱王蕭寶義之子。南朝梁二王後之一。
天監八年（509年），巴陵王蕭寶義去世，蕭屏後來襲封巴陵郡王。普通三年（522年）三月乙卯薨。